# Rue Chaudronnerie
La rue Chaudronnerie est une rue de Dijon.

## Situation et accès
Cette est l'une des plus pittoresques du centre historique de Dijon.

## Bâtiments remarquables et lieux de mémoire
- Angle rue Chaudronnerie et no 22 rue Verrerie : Maison du XVe siècle
- no 1 et angle de la rue Verrerie : Hôtel Bénigne Malyon
- no 3 : Maison du XVIe siècle datée de 1556[1]
- no 5 : Maison du XVe siècle
- no 4 : Hôtel des Griffons
- no 14 : Immeuble du XVIe siècle
- no 28 : Maison des Cariatides
- no 48 : Monument au capitaine Tarron

## Galerie

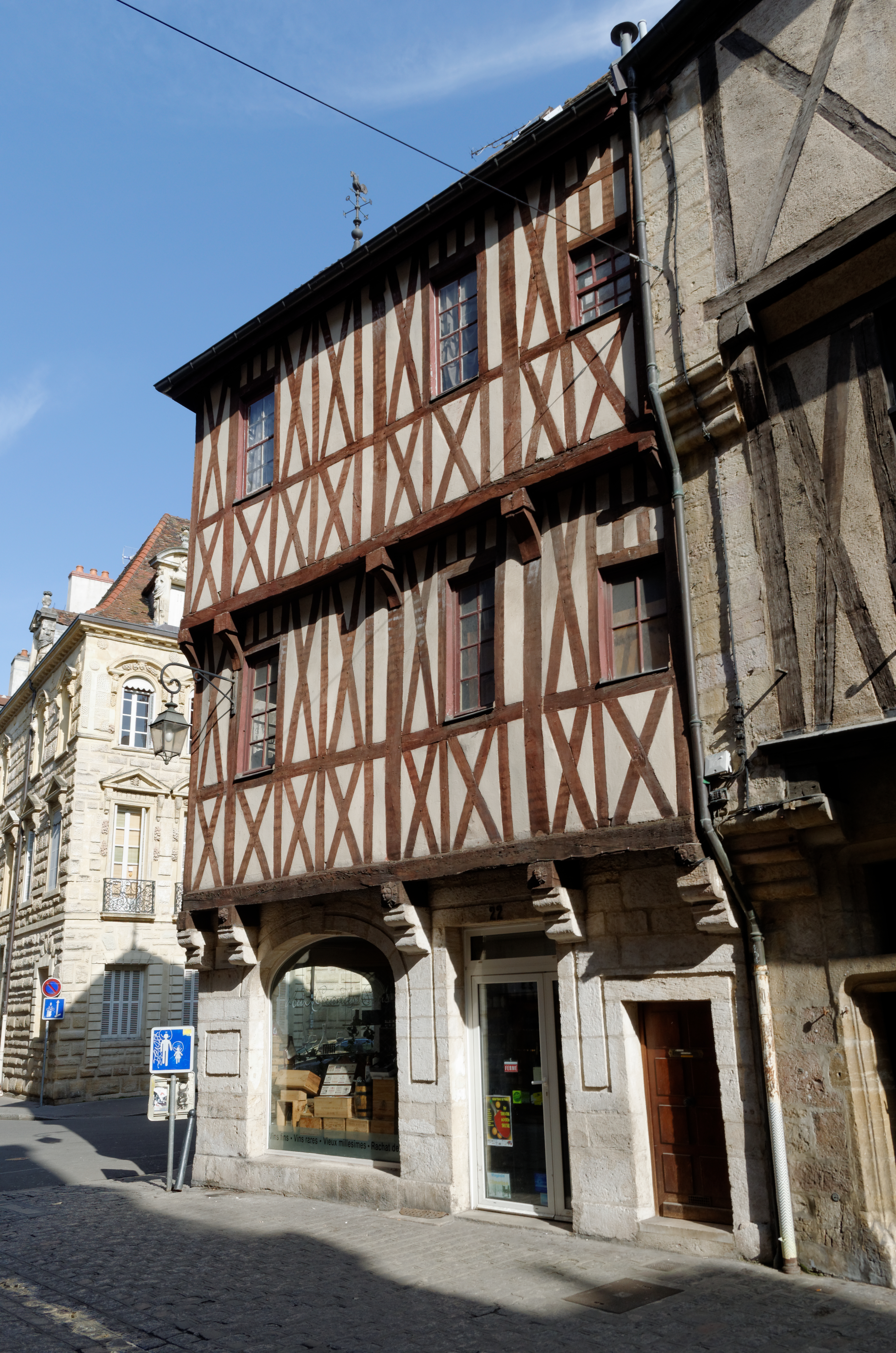
Maison du XVe siècle
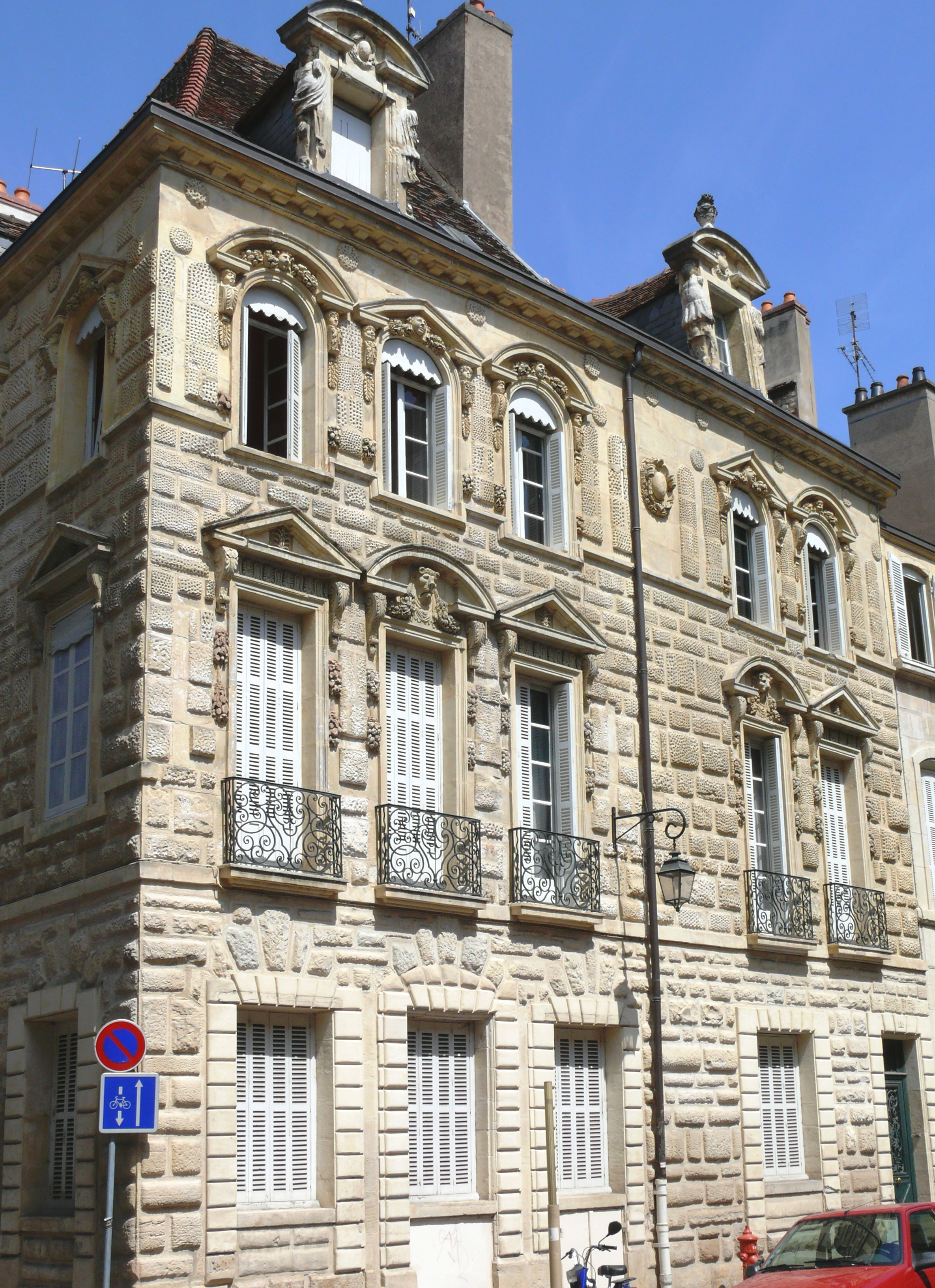
Hôtel Bénigne Malyon au no 1
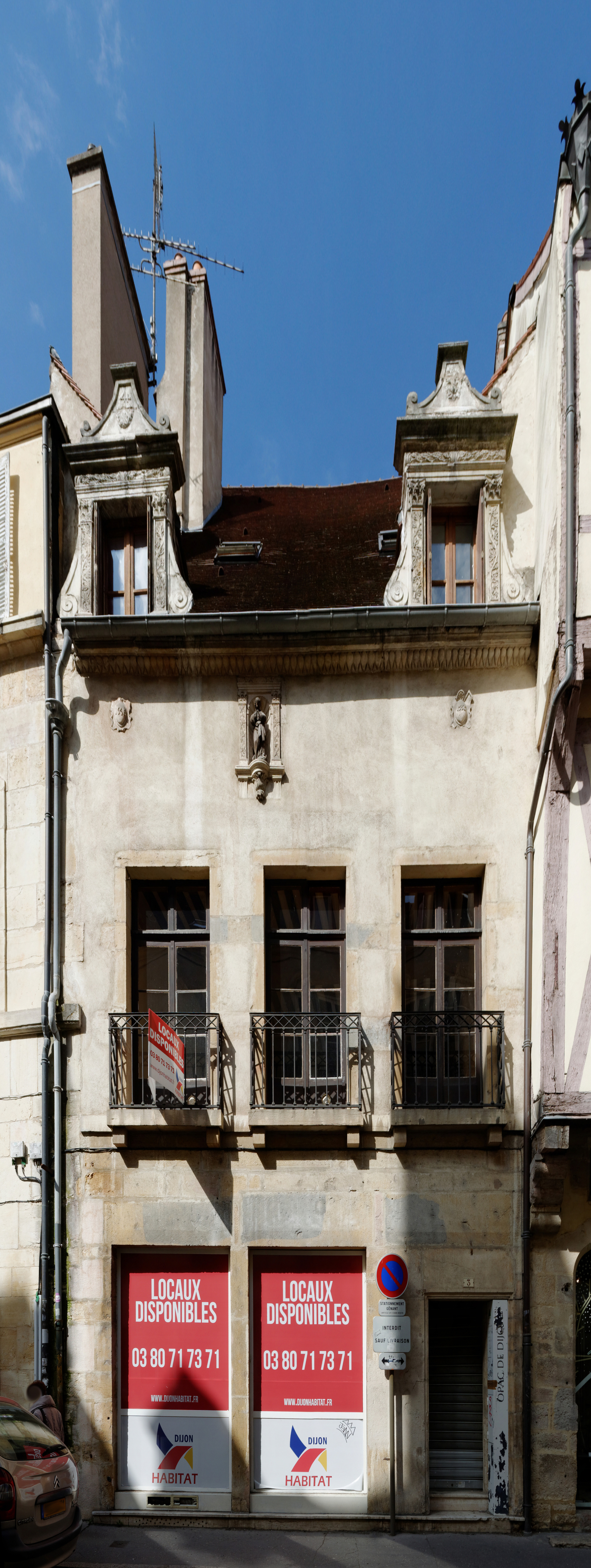
Maison du XVIe siècle au no 3
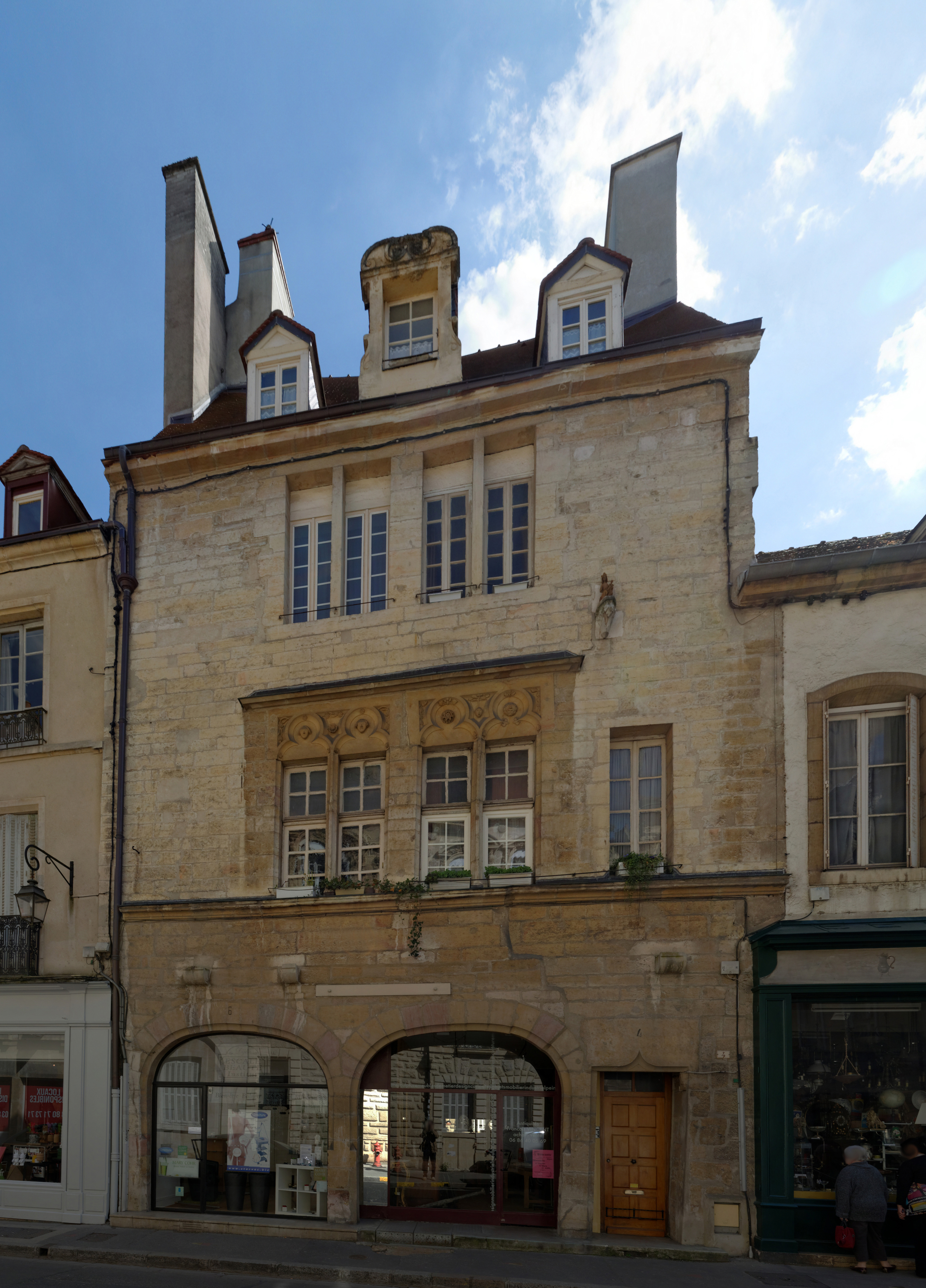
Hôtel des Griffons au no 4
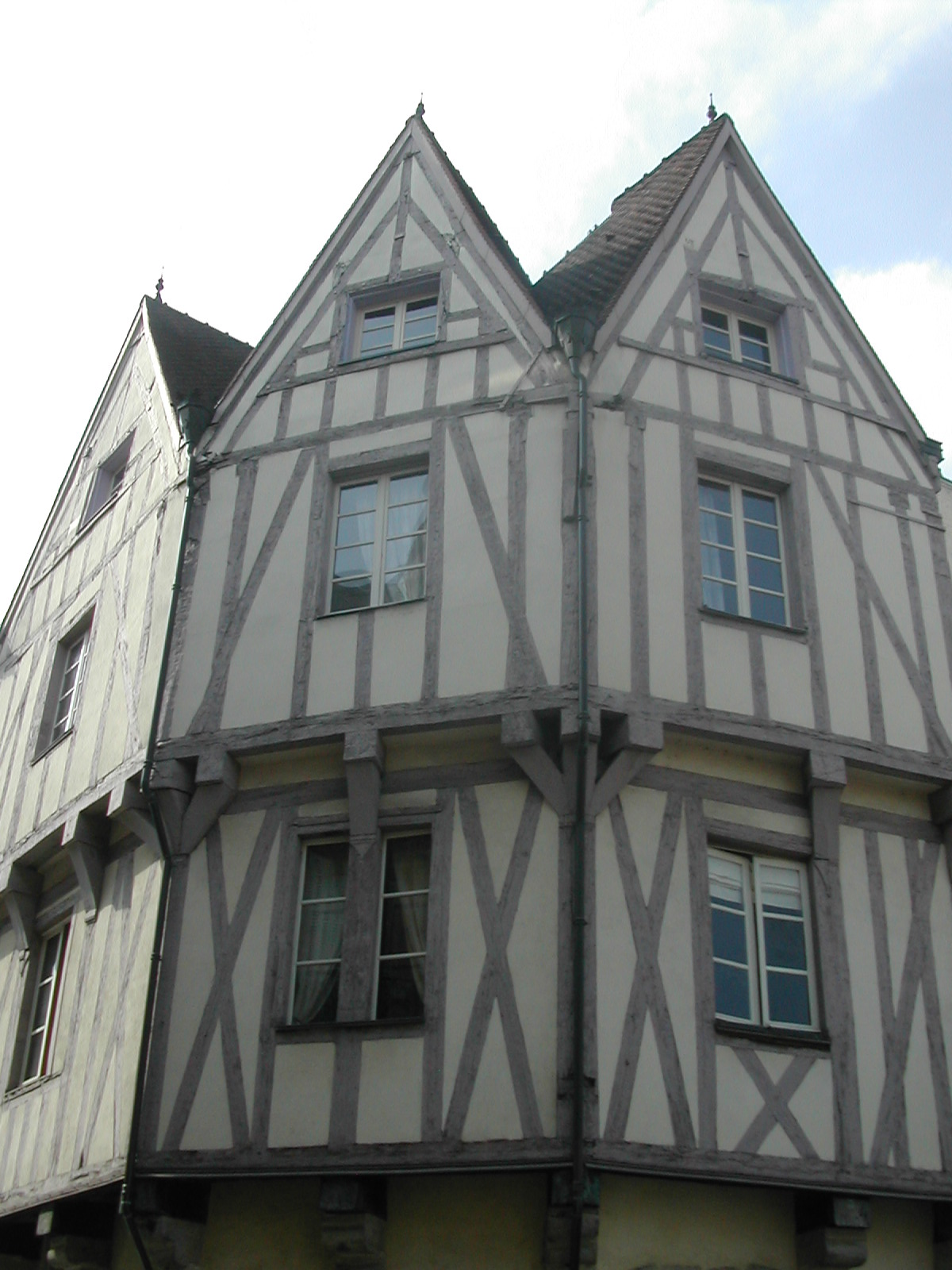
Maison du XVe siècle au no 5
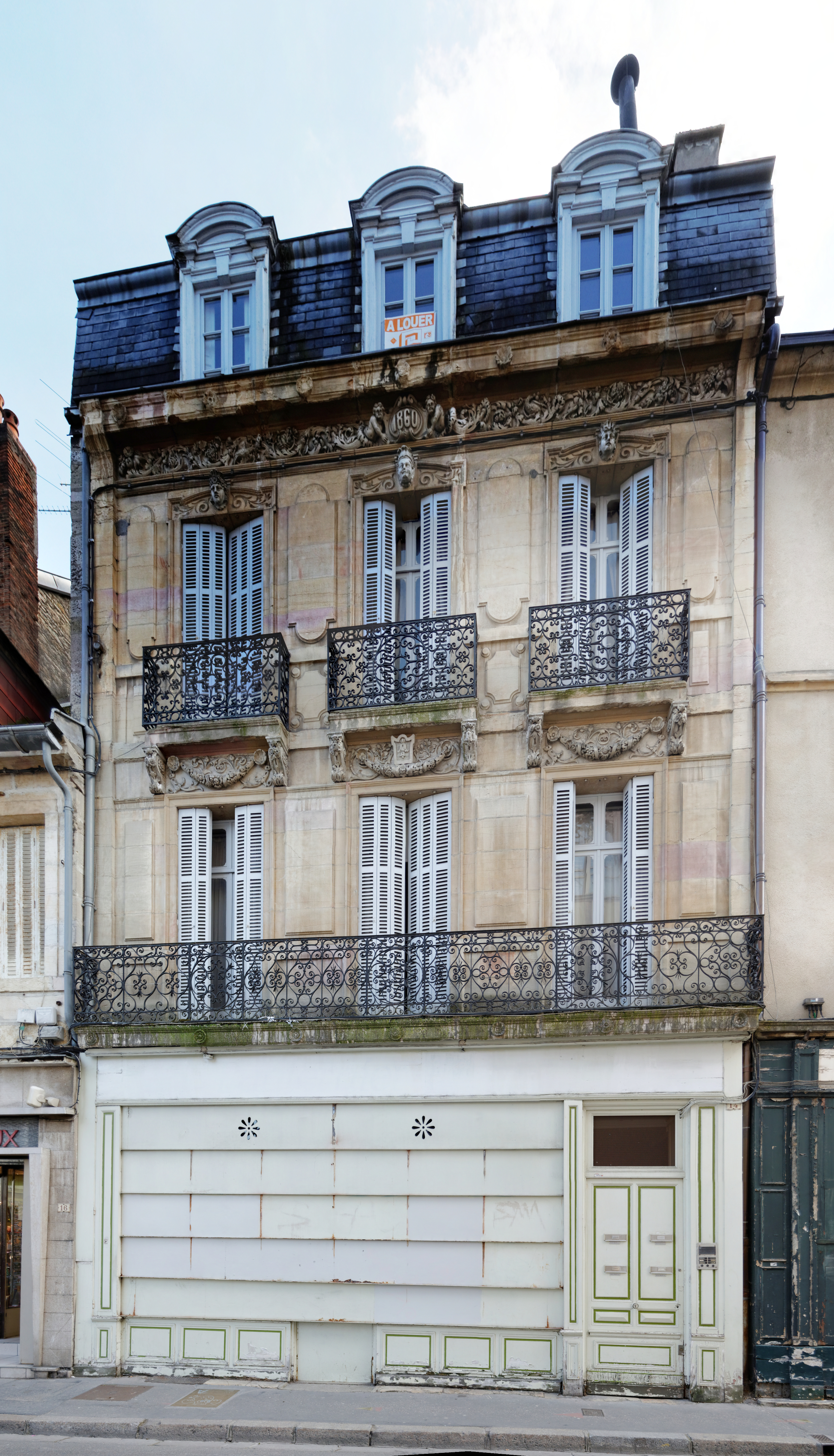
Immeuble du XVIe siècle au no 14
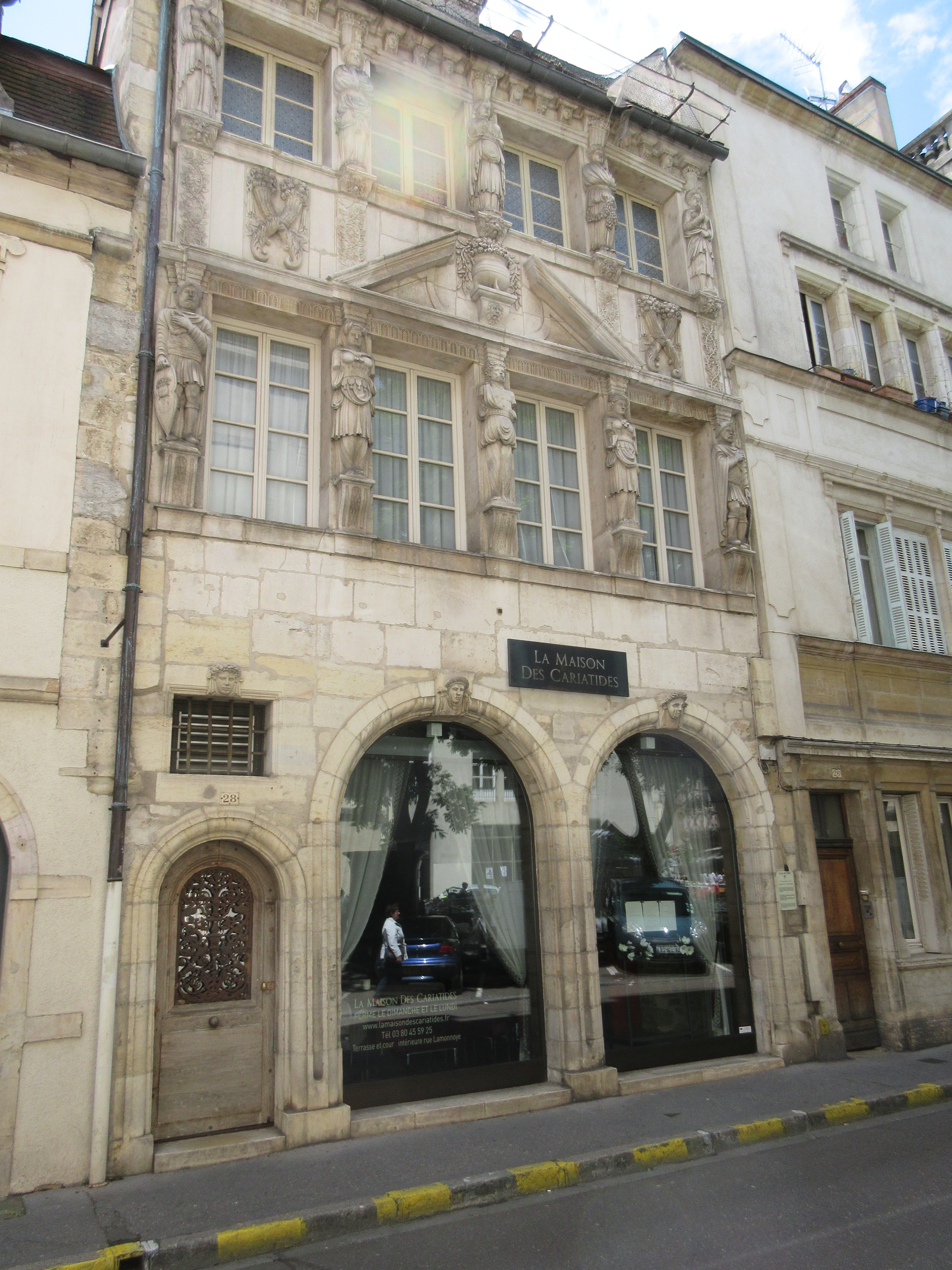
Maison des Cariatides, au no 28